# Markt Allhau
Markt Allhau (węg. Alhó, burg.-chorw. Oljhava, rom. Ojhava) – gmina targowa w Austrii, w kraju związkowym Burgenland, w powiecie Oberwart. 1 stycznia 2014 liczyła 1,9 tys. mieszkańców.